# Cristina Bermúdez

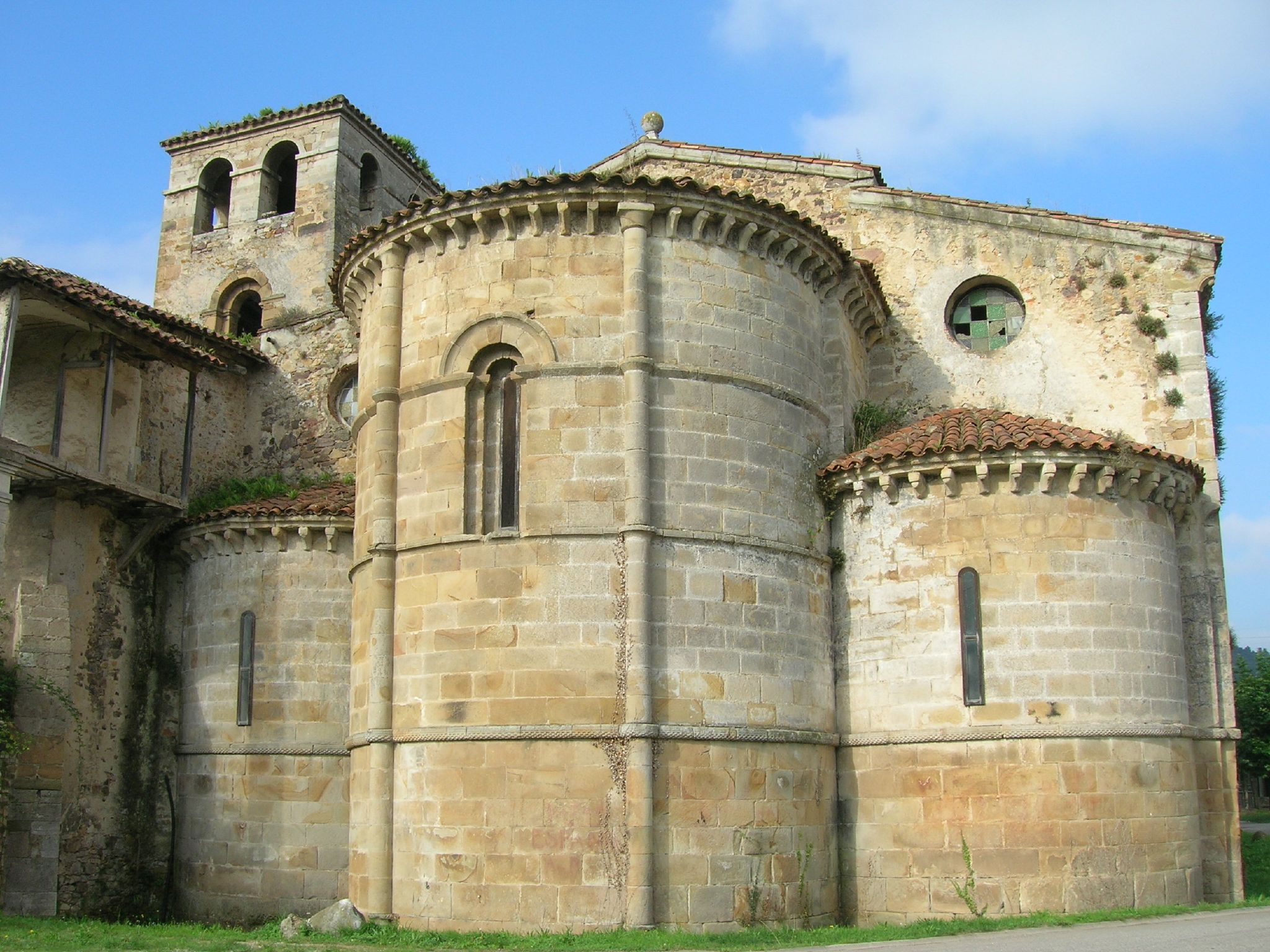
Monasterio de San Salvador de Cornellana fundado por la infanta Cristina Bermúdez.

Cristina Bermúdez o Vermúdez (c. 982-Cornellana, c. 1050) fue infanta de León e hija del rey Bermudo II de León y su primera esposa, la reina Velasquita Ramírez. Sus abuelos paternos fueron el rey Ordoño III de León y la reina Urraca Fernández, hija del conde de Castilla Fernán González. Sus abuelos maternos fueron probablemente el conde gallego Ramiro Menéndez y la condesa Adosinda Gutiérrez, ambos de la más alta nobleza galaicoportuguesa.

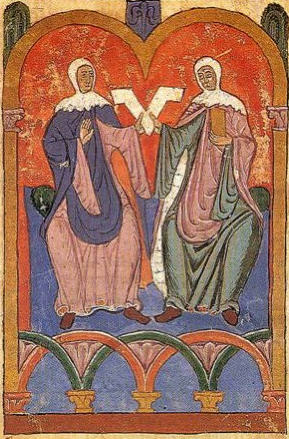
Teresa y Sancha Bermúdez, medias hermanas de la infanta Cristina.

Su padre, el rey Bermudo había repudiado a su primera esposa y volvió a contraer matrimonio con Elvira García, con quien tuvo al futuro rey Alfonso V de León y a las infantas Teresa y Sancha Bermúdez.

## Matrimonio y descendencia
Cristina contrajo matrimonio poco después de 1000 y antes de 1016 con Ordoño Ramírez el Ciego, hijo del rey Ramiro III de León y de Sancha Gómez. De este matrimonio, probablemente propiciado por la reina Velasquita y por la reina viuda Teresa Ansúrez, ambas recluidas en el monasterio de San Pelayo de Oviedo, desciende el linaje de los Ordóñez de Asturias, el más importante de este reino en el siglo XI. La descendencia de los infantes Ordoño y Cristina es mencionada por Rodrigo Jiménez de Rada en su crónica del rey Bermudo II de León, «...de Velasquita tuvo a la infanta Cristina; esta Cristina tuvo de Ordoño el Ciego, hijo del rey Ramiro, a Alfonso, Ordoño, la condesa Pelaya y Aldonza», información que coincide con la documentación asturiana de varios monasterios, incluyendo el de Cornellana y el de Corias, así como con la de la catedral de San Salvador de Oviedo, donde se nombra como sus hijos a Alfonso, Aldonza, Ordoño y Pelaya Órdoñez, esta última también llamada doña Palla.

## Últimos años

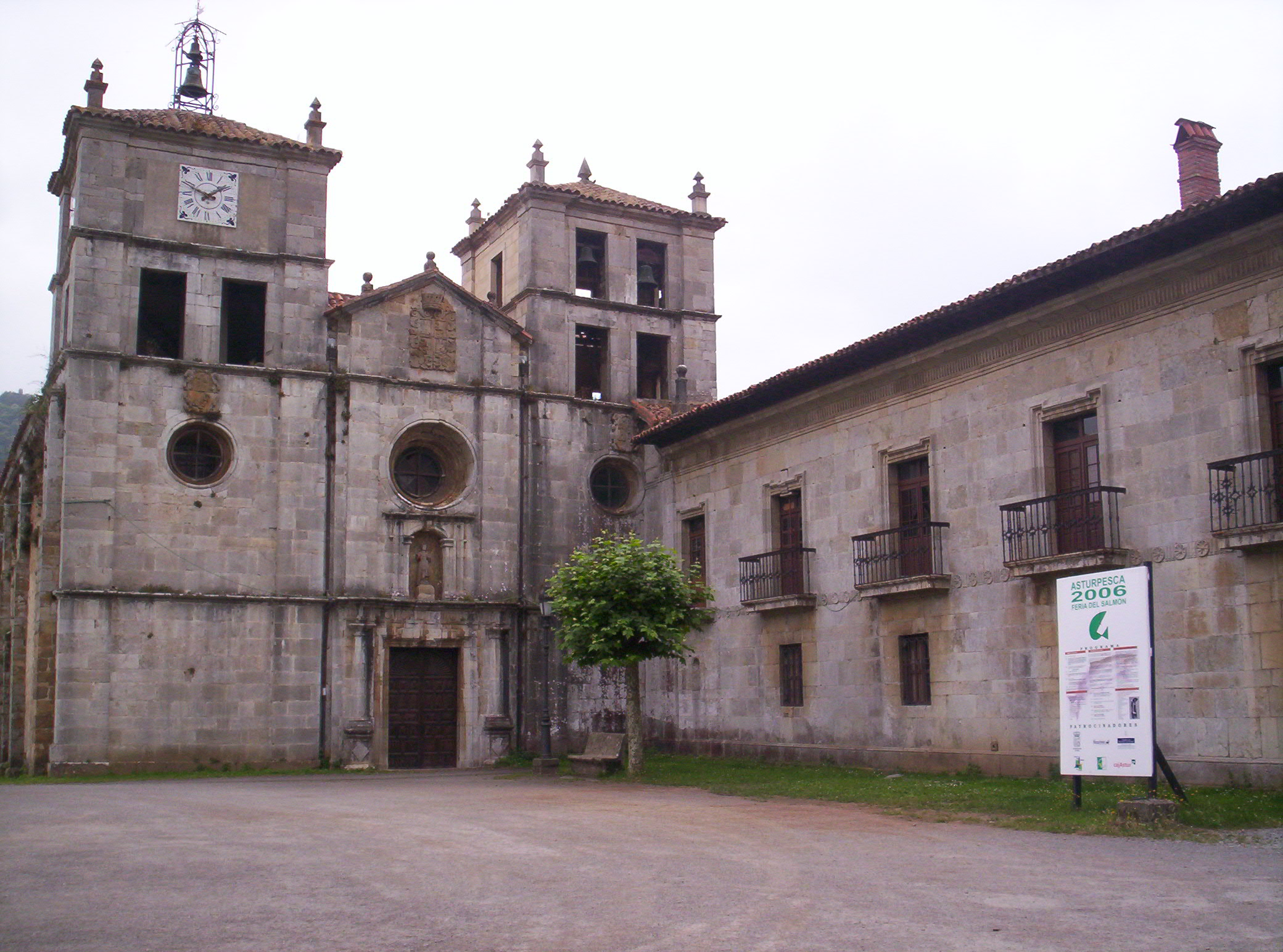
Monasterio de San Salvador de Cornellana

La infanta Cristina ya era viuda en 1024 según se declara en una donación que realizó al monasterio de Cornellana que había fundado en «régimen de partición hereditaria» en ese mismo año. Falleció alrededor del año 1050 y probablemente recibió sepultura en el monasterio que había fundado y donde profesó como religiosa.